# 彬江站
彬江站是一个沪昆铁路上的铁路车站，位于江西省宜春市袁州区彬江镇，建于1937年，目前为四等站，邮政编码为336002。车站原办理客货运业务，2006年9月起停办。车站目前仅办理专用线货运业务:1432。车站设有2条正线、2条到发线和1条存车线，另外设有通往国家粮食和物资储备局江西局二五六处和京九物流有限责任公司彬江分公司的专用线3条:177。

## 車站周邊
- 彬江小学
- 彬江司法所
- 中国农业银行彬江分理处
- 彬江镇人民政府
- 中国邮政储蓄银行彬江储蓄专柜
- 宜春市农村商业银行彬江分理处
- 彬江汽车站